# 高庄子
高庄子（？—？），姜姓，高氏，名虎，齊國上卿高傒的儿子，中国春秋时期齐国的大夫。他的儿子是高傾子，孙子是高固。
《东周列国志》中，高庄子与国懿仲在齐桓公死后，参与诛除公子无亏、竖刁，拥立齐孝公。